# Parc national naturel Cueva de los Guácharos
Le parc national naturel Cueva de los Guácharos (espagnol : caverne des guácharos), créé en 1960, est le plus ancien des 51 parcs naturels nationaux de Colombie. Il correspond aux zones karstiques des fleuves Magdalena et Caquetá et s'étend sur 90 km2 sur la face ouest de la cordillère orientale des Andes colombiennes, dans les départements de Huila et Caquetá.
Le parc a pour vocation la protection des écosystèmes de la forêt de nuage et du Páramo, en particulier l'une des dernières forêts de chêne intactes du pays (avec les espèces natives  Quercus humboldtii, Bonpland, Fagaceae, et Colombobalanus excelsa, (Lozano, 1979)).
La parc tire son nom des oiseaux nocturnes guácharo (Steatornis caripensis, ordre des Caprimulgiformes, famille des Steatornithidae), qui vivent dans les cavernes du parc.

## Biodiversité

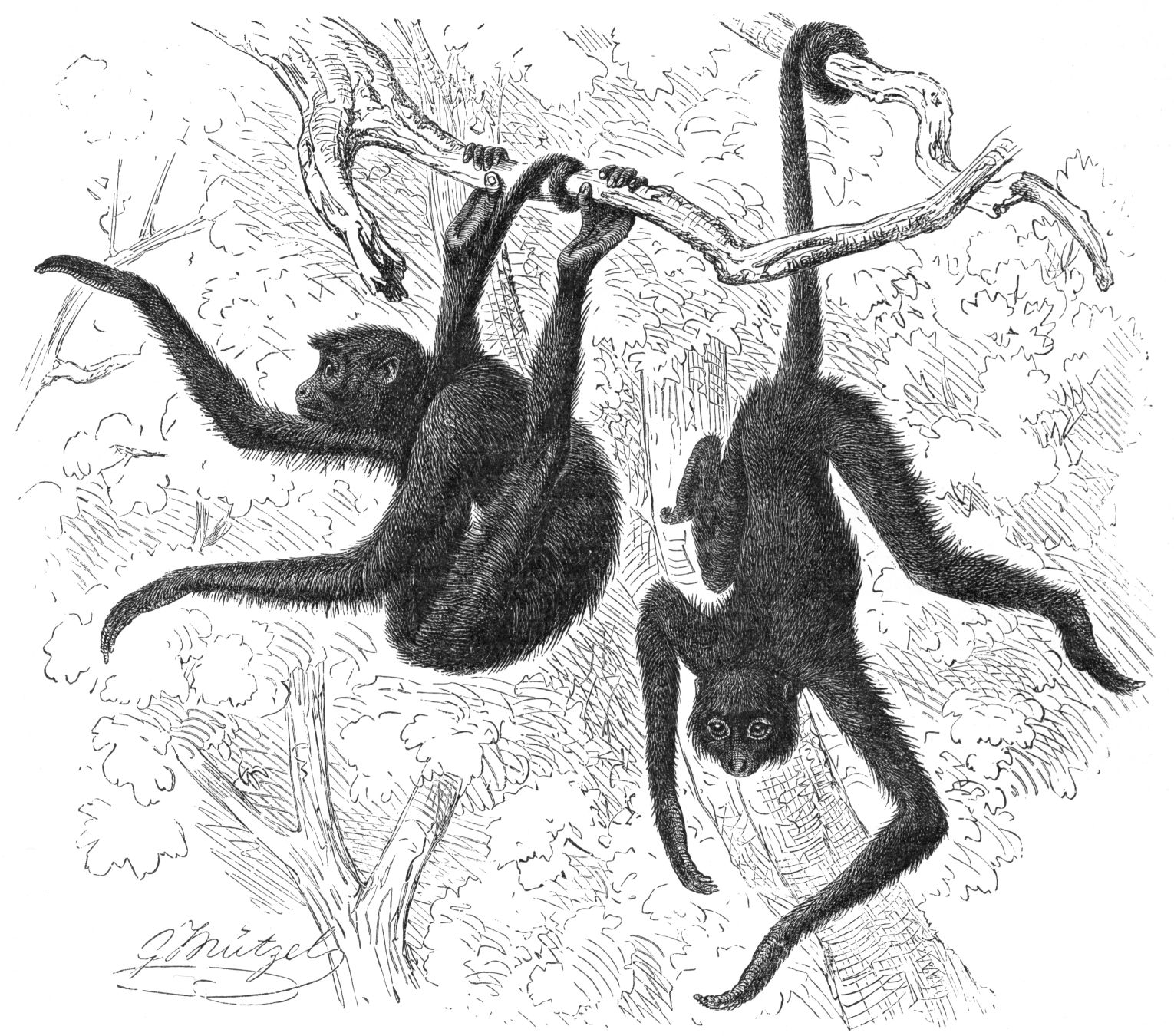
Spider monkeys (Ateles belzebuth)

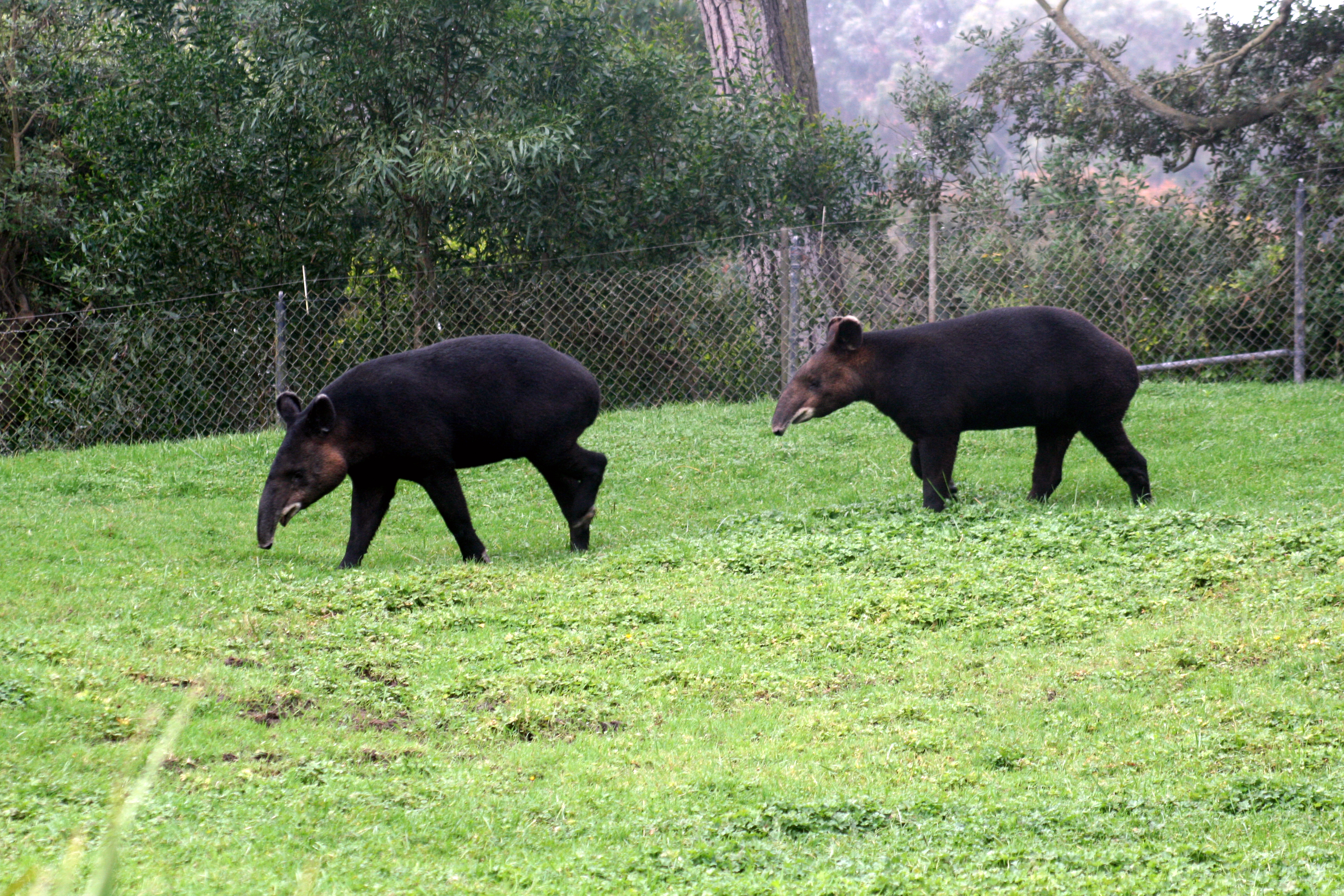
Tapirus pinchaque

### Mammifères
(août 2010).
| Espèce                                 | Famille               | Nom commun     | Habitat                             | Statut     |
| -------------------------------------- | --------------------- | -------------- | ----------------------------------- | ---------- |
| Lagothrix lagotricha lugens (Humboldt) | Cebidae/Atelinae      | churuco monkey | High Amazon valley                  |            |
| Cebus apella (Linné)                   | Cebidae/Cebinae       | corn monkey    | Andes\Amazonas                      |            |
| Ateles paniscus (Linné)                | Cebidae/Atelinae      | marimonda      | mid and low Amazon valley           |            |
| Mazama americana (Erxleben)            | Cervidae/Odocoileinae | páramo deer    | Neotropic                           |            |
| Mazama rufina (Lesson)                 | Cervidae/Odocoileinae | páramo deer    |                                     |            |
| Pudu mephistophiles (De Winton)        | Cervidae/Odocoileinae | rabbit deer    | North andean: N Ecuador- S Colombia |            |
| Danta (Roulin)                         | Tapiridae             | páramo tapir   | North andean: N Ecuador- Colombia   | threatened |

### Oiseaux
On dénombre 296 espèces d'oiseaux dans le parc.

## Problèmes environnementaux
L'agriculture et l'élevage causent des problèmes de même que l'exploitation forestière et la chasse. La coca (à la base de la cocaïne) et le pavot (à la base de l'héroïne) sont cultivés illégalement dans le parc.